# Kirche der Überführung der Reliquien des Hl. Nikolaus (Ruma)

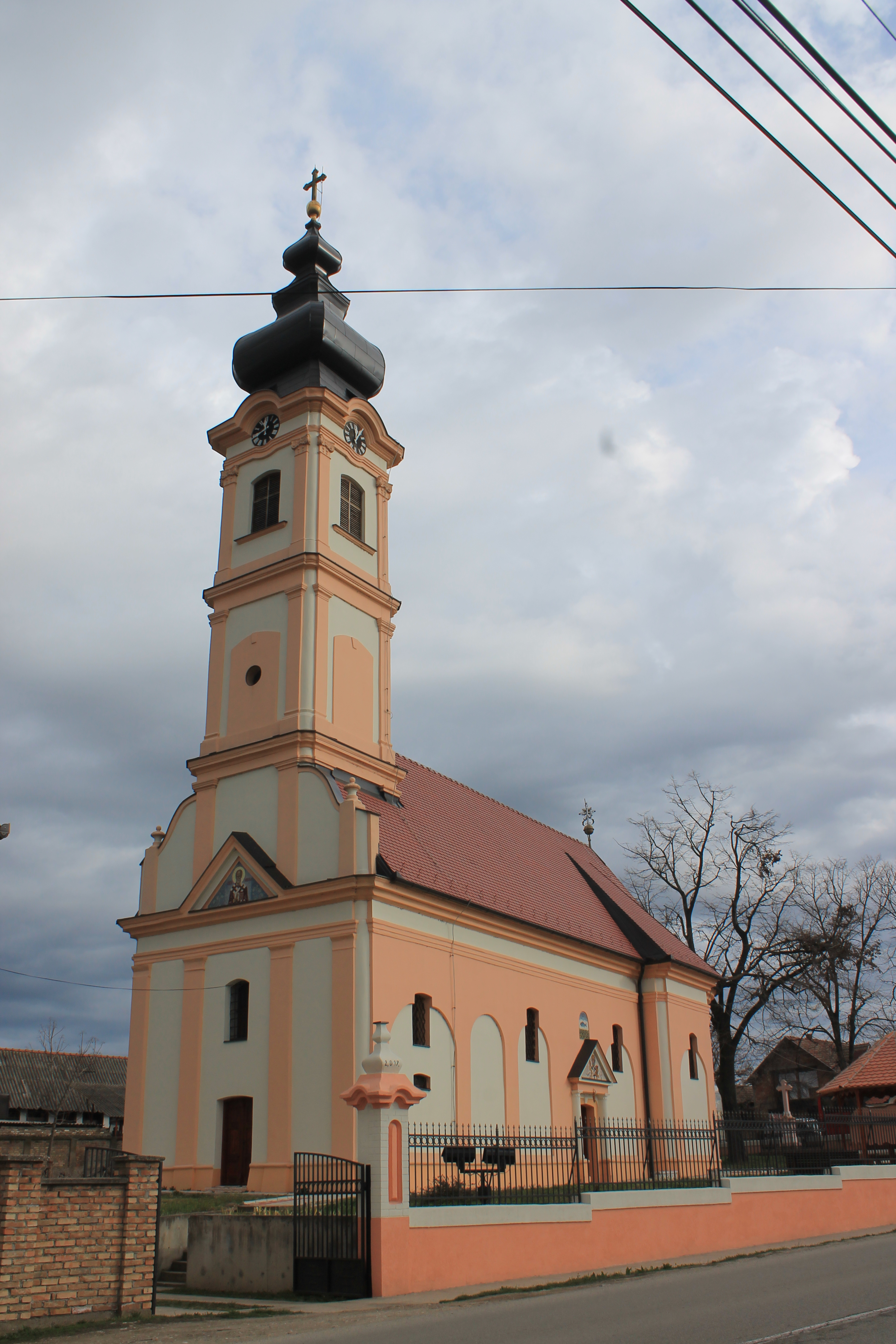
Die Kirche der Überführung der Reliquien des Hl. Nikolaus in Ruma

Die Kirche der Überführung der Reliquien des Hl. Nikolaus (serbisch: Црква преноса моштију Светог оца Николаја, Crkva prenosa moštiju Svetog oca Nikolaja), oft kurz Nikolajevska crkva genannt, in der Stadt Ruma, ist eine serbisch-orthodoxe Kirche im nordwestlichen Serbien.
Das 1758 erbaute Gotteshaus ist der Überführung der Reliquien des Hl. Vaters Nikolaus geweiht und ist die Pfarrkirche der Pfarrei zur Kirche der Überführung der Reliquien des Hl. Nikolaus der Stadt Ruma im Dekanat Ruma der Eparchie Srem der Serbisch-Orthodoxen Kirche.
Die Kirche ist das älteste Kirchengebäude der Stadt und als unbewegliches Kulturgut besitzt die Kirche den Status eines Kulturdenkmals von großer Bedeutung und steht unter staatlichem Schutz.

## Lage
Die Stadt Ruma liegt in der Landschaft des Srem im westlichen Teil der autonomen Provinz Vojvodina. 
Das Kirchengebäude steht im heutigen nordöstlichen Stadtgebiet, was in der Vergangenheit der Standort der alten Siedlung Ruma war. Die Kirche steht bei der Kreuzung der beiden Straßen: Iriška ulica und Ulica 15. avgust. Die genaue Adresse der Kirche lautet Iriška ulica Nr. 37. 
Im umzäunten Kirchhof stehen neben der Kirche und Bäumen auch eine Kapelle zum Kerzen entzünden mitsamt Kirchenladen, ein kleiner Kirchbrunnen, ein Sommer-Pavillon, ein großes Kreuzdenkmal (östlich der Kirche) und ein Haus in dem sich der Sitz des Radiosenders der Eparchie Srem, dem (Radio) Srpski Sion, befindet. Neben dem Kirchhof steht das große Pfarrhaus.

## Geschichte

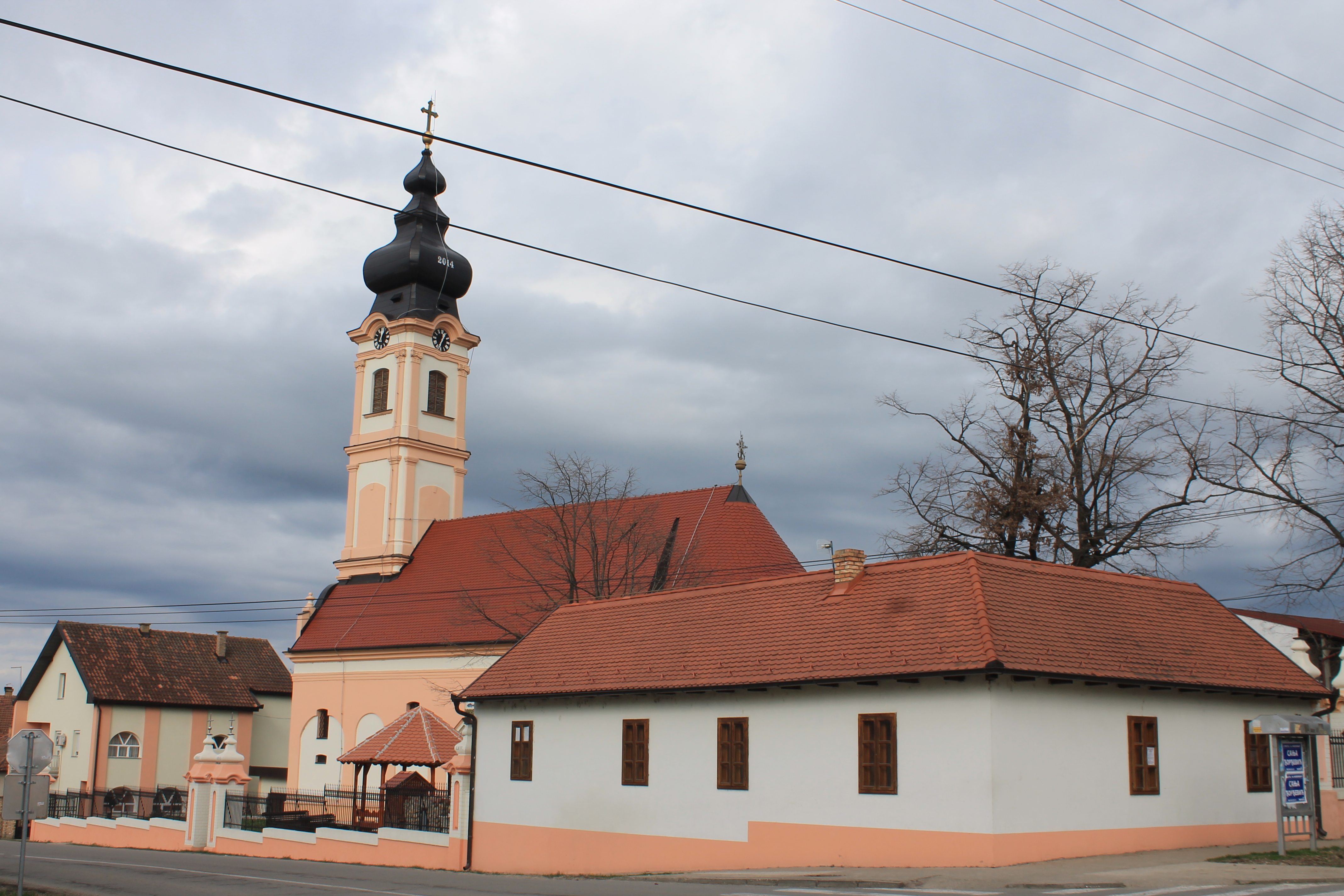
Blick auf die Kirche und Nachbargebäude

Die Kirche der Überführung der Reliquien des Hl. Nikolaus zählt zu den ältesten erhaltenen Baudenkmälern der Stadt.
Die Siedlung Ruma wird erstmals im türkischen Defterregistern von 1566/67 erwähnt, als Dorf mit 49 Häusern, einer Kirche und drei Priestern. Vor dem heutigen Kirchengebäude stand im damaligen Dorf Ruma eine frühere Kirche aus dem Mittelalter mit dem gleichen Patrozinium. 
Im Jahre 1731 wird der Pfarrpriester Stojan Orlović erwähnt. 1733 belegt eine schriftliche Quelle, dass in Ruma eine alte Kirche steht und diese im gleichen Jahr einen neuen Fußboden verlegt bekommen hat und die Gläubigen um die Kirche herum einen Kirchhof erbaut haben.
Mitte des 18. Jahrhunderts wurde die alte aus Holz erbaute Kirche mit einem Kirchhof und einem nicht eingezäunten Friedhof erwähnt. Dabei soll sich das Kirchengebäude in einem baulich sehr schlechten Zustand befunden haben. Bald darauf wurde die alte Kirche abgerissen. Die heutige Kirche wurde 1758, an der gleichen Stelle wie das alte Kirchengebäude, erbaut. Das größere Gotteshaus, das mehr Gläubige aufnehmen kann und ist zugleich eine der ersten orthodoxen Kirchen im barock-klassizistischen Baustil gemäß den damals gültigen österreichisch-ungarischen Vorschriften entsprechend. 
In dieser Kirche gründete der Priester, Pantelejmon Hranisavljević, die erste „kleine slawische Schule“ in Ruma.
Während des Baus der Nikolajevska crkva kam man jedoch zu dem Schluss, dass auch diese, für die wachsende Zahl von Serben in der Stadt, zu klein sein würde. Daher wurde die Initiative gestartet, eine weitere Kirche, im damaligen Stadtgebiet Maljanski kraj, an der Stelle des verlassenen alten orthodoxen Friedhofes in der damaligen Lovrina ulica (die heutige Ulica Stanka Paunovića Veljka) zu erbauen. 
Der Hauptinitiator zum Kirchenbau der Christi-Himmelfahrts-Kirche war Priester Pantelejmon Hranisavljević. Unterstützt wurde er durch die serbischen Kaufleute und Handwerker aus Ruma. Nach anfänglichen Schwierigkeiten, wurde 1761 die Christi-Himmelfahrts-Kirche als zweite serbisch-orthodoxe Kirche von Ruma, an der anderen Uferseite des Baches, Borkovački potok, erbaut.
Die Kirche der Überführung der Reliquien des Hl. Nikolaus, vor allem der Kirchturm, wurde 1972 im damaligen sozialistischen Jugoslawien renoviert. Von 2014 bis 2015 wurde die Kirche großflächig restauriert und renoviert. 2014 wurde der Kirchturm, die Westfassade und das Kirchendach komplett erneuert und 2015 wurden die Fassaden des Kirchenschiffes erneuert. 
Das Renovierungsprojekt der Kirche, wurde in Übereinstimmung mit allen Vorschriften, Standards und Normen im Bereich der Gebäuderekonstruktion durchgeführt, insbesondere unter Berücksichtigung des Status eines Kulturdenkmals von großer Bedeutung, denn die Kirche seit 1991 hat, während sie seit 1967 unter dem Schutz des örtlichen Denkmalschutzinstituts von Sremska Mitrovica steht. Zuvor war das alte Pfarrhaus ebenfalls großflächig restauriert worden. 
Am 22. Juli 2016 wurden die Reliquien der Hl. Mutter Angelina von Serbien in der Kirche ausgestellt und der Bischof der Eparchie Srem,  Vasilije, hielt ein feierliches Akatist im Gotteshaus ab. Die dekorativen Eingänge der Kirchhofmauer aus dem Jahre 1908 wurden 2017 ebenfalls erneuert. Derzeitiger Pfarrpriester der Kirche ist der Protopresbyter Vinko Mišanović.  

## Architektur

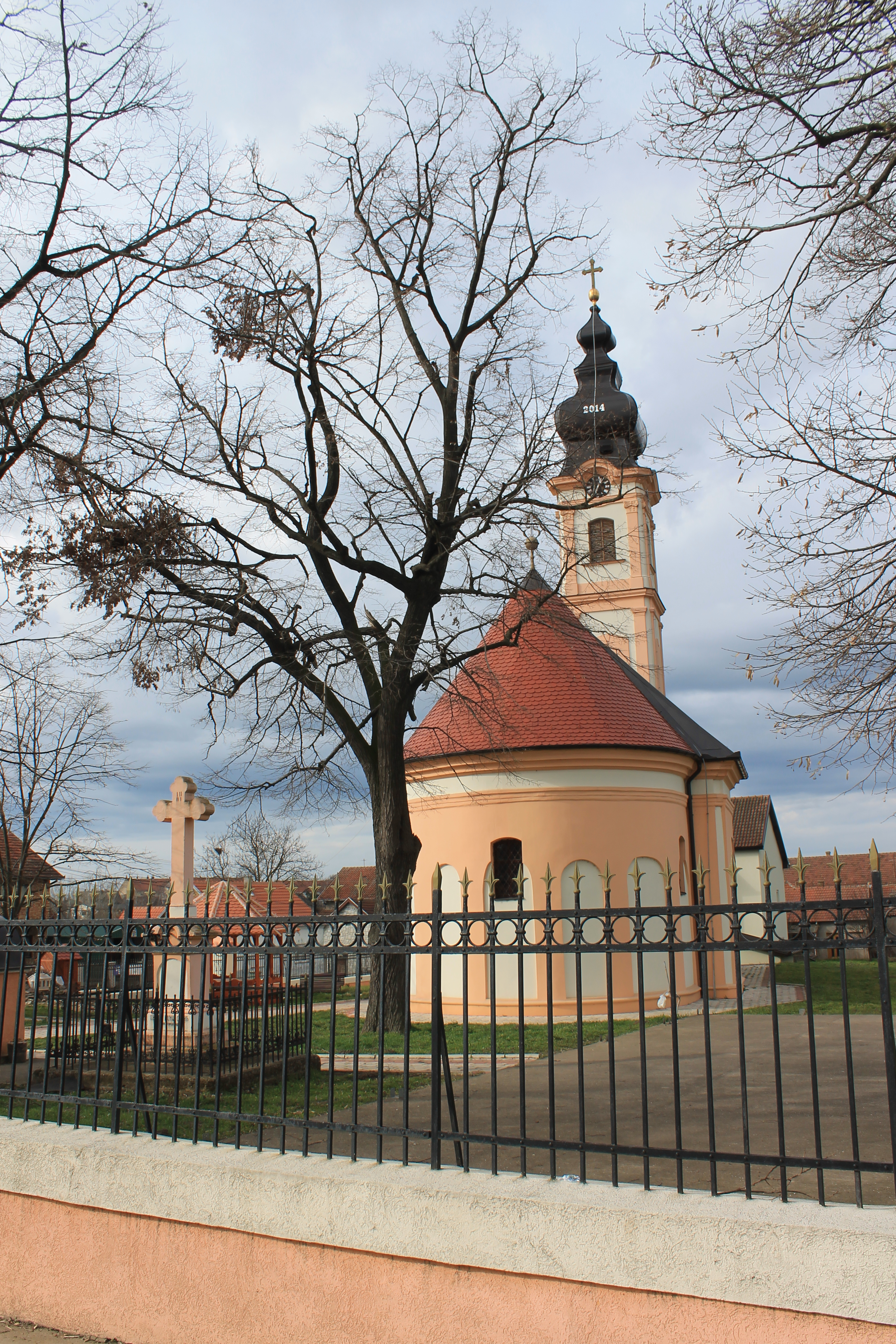
Blick auf die Ostseite der Kirche und das Kreuzdenkmal

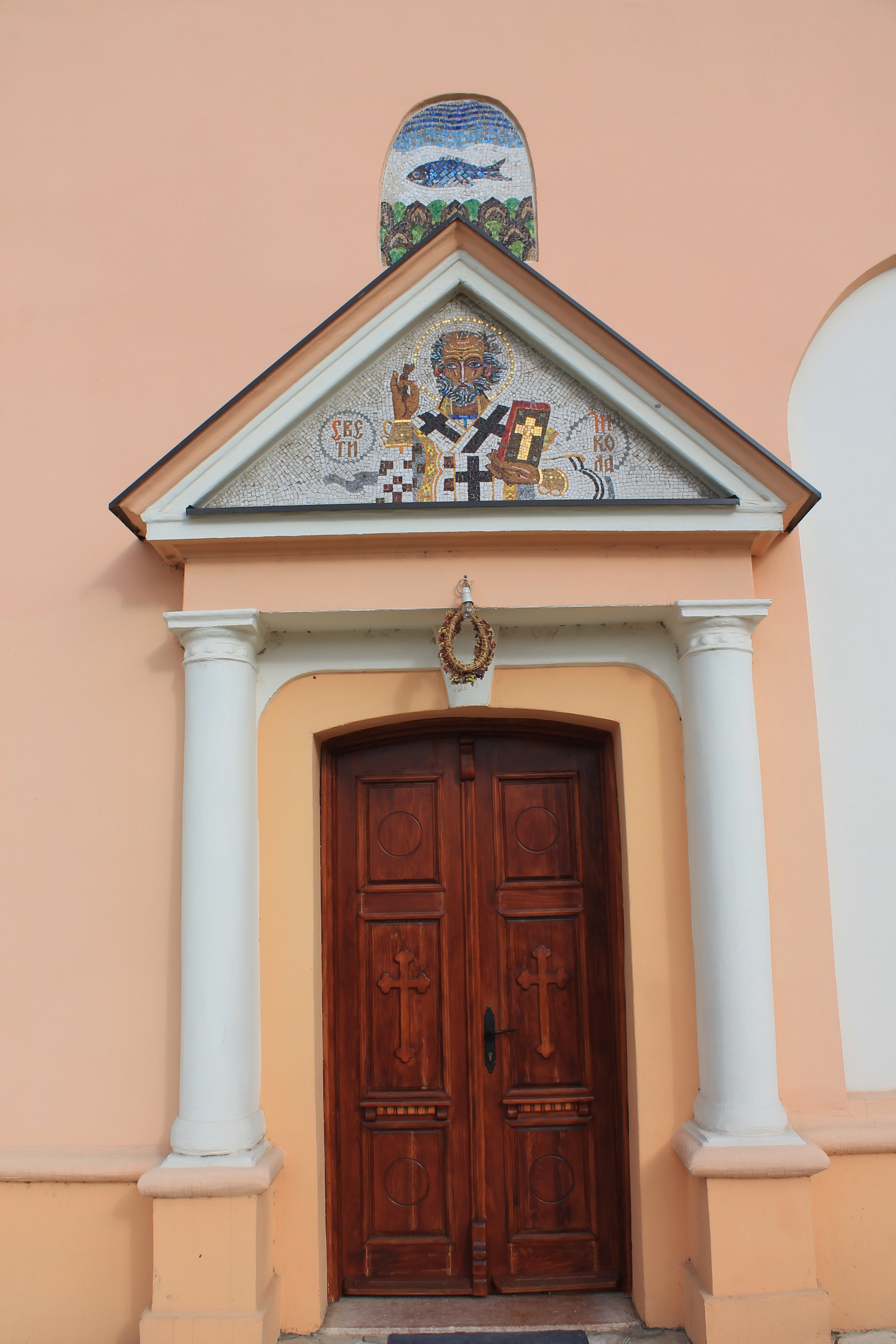
Der Südeingang mit Mosaiken

### Kirchenäußeres
Die Kirche gilt als eines der ältesten Kirchengebäude in der Vojvodina, dass im Stil des Barock (Klassizistischer Barock), erbaut wurde und trotz zahlreicher Renovierungen ihr ursprüngliches Konzept bewahrt hat.
Das einschiffige Kirchengebäude, ist in seiner Grundkonzeption in einem rechteckigen Grundriss, aus festem Material erbaut worden, mit einer halbrunden Altar-Apsis im Osten, sanft ausgebauten rechteckigen Chorräumen in üblicher Ausrichtung, und einem Narthex mitsamt zweigeschossigen Kirchturm, den eine mehrgeschoßige Zwiebelturmkappe krönt, im Westen.
Die Fassaden der Kirche sind einfach dekoriert und weisen Blendarkaden unterschiedlicher Breite auf, die mit einem profilierten Gesims abgeschlossen werden, über dem sich ein Blendfries und das Hauptfassadengesims befinden. Die Westfassade ist dekorativer als die anderen und verfügt über vier Pilaster mit geformten Kapitellen und einem dreieckigen Tympanon am Giebel über dem Gesims der Hauptfassade.
Der quadratische Kirchturm erhebt sich direkt aus dem Kirchenschiff. Die Verbindung zwischen Dach und den Wänden des Kirchturmes wurde bei der großen Dachsanierung, 1972, mit Zementmörtel hergestellt. Die Höhe des gemauerten Teils des Kirchturms beträgt vom Boden aus etwa 23 Meter, danach endet der Kirchturm mit einer etwa 9 Meter hohen, in Manier des Barocken Stilstypus, reich dekorativen mehrgeschossigen Blechkappe.
Die Fassaden des Kirchturms sind in zwei Zonen gegliedert: die erste Geschosszone mit drei blinden Wandflächen (auf der Nord-, Süd- und Ostseite) und einem Oculus auf der Westseite, und die zweite Geschosszone mit je einem Fenster mit profiliertem Gesims. Beide Geschosszonen sind durch dekorative Pilaster und ein profiliertes Gesims begrenzt, und über der Zone des zweiten Stockwerks befindet sich auf jeder Seite des Kirchturms eine Uhr mit Mechanismus.
Das Kirchendach war ursprünglich mit Ziegeln gedeckt, die Dachfirste waren mit Blech eingedeckt. Im Rahmen der Dachsanierung von 2014 wurden Teile der Dachkonstruktion und die gesamte Dachlattung ausgetauscht, das Dach wurde verkleidet und gegen atmosphärisches Wasser isoliert und die abgenutzten Ziegel wurden durch neue Ziegel ersetzt, deren Abmessungen mit den ursprünglichen Dachelementen identisch waren. Auf die Ostseite der Kirchturmhaube wurde das Jahr 2014 verewigt. 
Der Haupteingang der Kirche befindet sich an der Westfassade; auch gibt es einen Nebeneingang an der Südseite der Kirche. Der Südeingang wird von Halbsäulen eingerahmt, an deren Spitze sich ein Tympanon befindet. 
Im Tympanon der Westfassade ist ein Patronatsmosaik des Hl. Nikolaus dargestellt. Ebenfalls im Tympanon der Südfassade über dem Nebeneingang ist ein zweites Patronatsmosaik des Hl. Nikolaus abgebildet. Über dem Tympanon ist ein weiteres kleines Mosaik mit der Darstellung eines Fisches platziert.  Die Kirche besitzt zwei Kirchenkreuze. Eines auf der Spitze des Kirchturmes und das andere am Ostende des Naos.

### Kircheninneres
Die reichverzierten Holzschnitzereien der prächtigen mehrtürigen und mehrgeschoßigen Ikonostase im Geist des Klassizismus sind ein Werk von Georgije Dević aus dem Jahr 1847. Die Ikonen der Ikonostase, sind von den beiden Malern, Petar Čortanović und seinem Sohn, Pavle Čortanović, aus Novi Sad, gemalt wurden. Auch wurden Petar Čortanović und sein Sohn mit der Schaffung der Wandmalereien und Fresken im Kircheninnenraum beauftragt. Die Ikone der Allerheiligsten Gottesmutter Maria mit dem Jesuskind auf dem Gottesmutterthron wurde 1850 von bekannten Maler Pavle Simić gemalt.